# Лангенган
Лангенган (нім. Langenhahn) — громада в Німеччині, розташована в землі Рейнланд-Пфальц. Входить до складу району Вестервальд. Складова частина об'єднання громад Вестербург.
Площа — 5,75 км2. Населення становить 1389 ос. (станом на 31 грудня 2020).